# Montenescourt
Montenescourt település Franciaországban, Pas-de-Calais megyében. Lakosainak száma 444 fő (2022. január 1.). Montenescourt Agnez-lès-Duisans, Gouves, Habarcq, Wanquetin és Warlus községekkel határos.

## Népesség
A település népességének változása:
| Lakosok száma | 439  | 454  | 463  | 460  | 455  | 451  | 446  | 445  | 444  |
|               | 2013 | 2015 | 2016 | 2017 | 2018 | 2019 | 2020 | 2021 | 2022 |